# Sally Fallon Morell

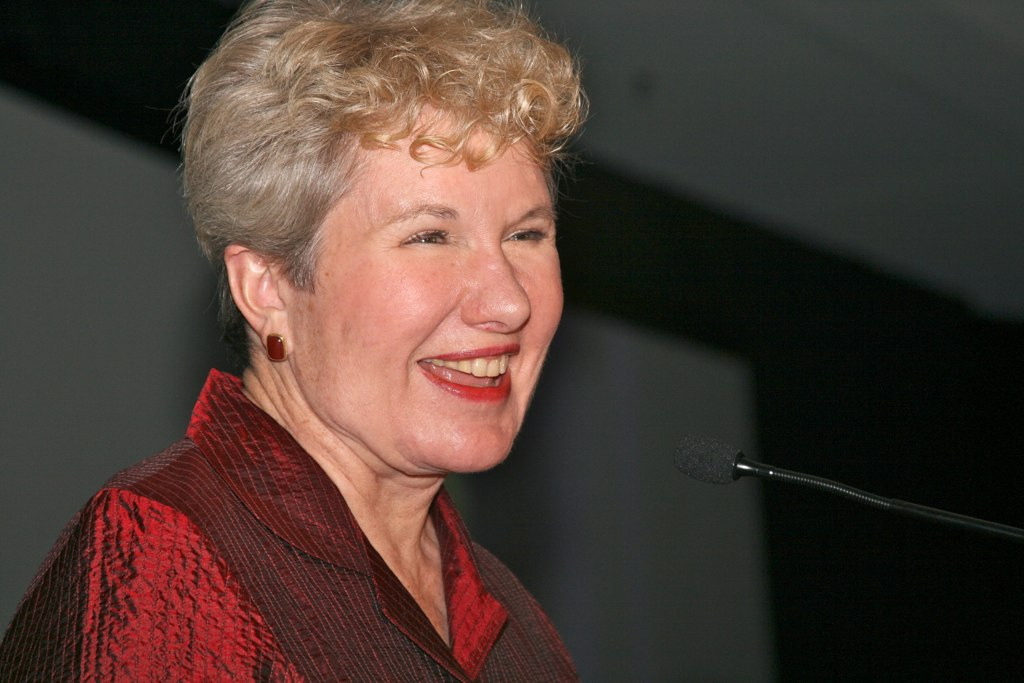
Sally Fallon Morell, 2011

Sally Fallon Morell [ˈsæli ˈfælən ˈmɒɹəl] (* 22. Juni 1948 in Santa Monica) ist eine amerikanische Autorin, die sich für eine Rückkehr zu einer nährstoffreichen „angestammten“ Ernährung einsetzt („dense and nutrient food“), die auf den Lehren von Weston Price basiert.
Sie hat mehrere Bücher über Ernährung geschrieben und ist Mitbegründerin und Präsidentin der Weston A. Price Foundation.
Sie und ihr Ehemann Geoffrey Morell betreiben einen Versuchsbetrieb in Brandywine, Maryland, der die von ihr vertretenen Haltungsprinzipien umsetzt, einschließlich einer Kampagne zur Förderung dessen, was sie Echtmilch (Real Milk) nennt.
Im September 2020 schrieb sie zusammen mit Thomas S. Cowan ein Buch — The Contagion Myth —, das zum Teil die Thesen eines von Arthur Firstenberg verfassten Buches wiedergibt: The Invisible Rainbow. Demnach korreliere die „elektromagnetische Verschmutzung“ mit der Entstehung der Spanischen Grippe und der COVID-19-Pandemie. Das Buch wurde von der Amazon-Website zurückgezogen, weil es nicht dem Stand der Wissenschaft entspricht.

## Veröffentlichungen
- Sally Fallon, Mary G. Enig: Nourishing Traditions®: The Cookbook that Challenges Politically Correct Nutrition and the Diet Dictocrats. images by Kim Waters Murray, Marion Dearth. 2. Auflage. NewTrends Publishing, Inc., Washington, DC 1999, LCCN 2001-265819, OCLC 890002626 (englisch, 668 S., reprinted in 2005): Nourishing Traditions®: Le livre de cuisine qui révolutionne les régimes restrictifs politiquement corrects en défiant les dictats diététiques. First edited in 1995 LCCN 97-143385 in additional collaboration with Pat Connolly Murray[1]
- Mary G. Enig, Sally Fallon: Eat fat, lose fat: lose weight and feel great with three delicious, science-based coconut diets. In: Manger gras pour perdre du poids: maigrir et rester en forme grâce trois succulentes approches alimentaires scientifiques à base de noix de coco. Hudson Street Press, New York 2005, LCCN 2004-016663 (englisch, 295 S.).
- Ramiel Nagel: Healing our children: sacred wisdom for preconception, pregnancy, birth and parenting. prefaced by Sally Fallon. Golden Child Pub., Los Gatos, CA 2009, LCCN 2008-933991 (englisch, 385 S.).
- Sally Fallon, Kaayla T. Daniel, PhD, CCN: Nourishing Broth: An Old-Fashioned Remedy for the Modern World. images by Mary Woodin. In: Bouillons d’os roboratifs: Un remède à l’ancienne destiné au monde moderne. Little, Brown and Company, 2014, LCCN 2014-012998, OCLC 1023127309 (englisch).[3]
- Sally Fallon Morell: Nourishing diets: how Paleo, ancestral and traditional peoples really ate. In: Comment s’alimenter de manière optimale en s’inspirant de ce que mangeaient réellement nos ancêtres Paléo. Grand Central Life & Style, New York, NY 2018, LCCN 2018-931666 (englisch).
- Sally Fallon Morell: Nourishing fats: why we need animal fats for health and happiness. prefaced by Nina Teicholz. In: Du bon gras à volonté: Voilà pourquoi notre corps a besoin de graisses animales pour vivre en bonne santé physique et mentale. 1. Auflage. Grand Central Life & Style, New York, NY 2018, LCCN 2016-040436 (englisch).
- Thomas Cowan (preface by Sally Fallon Morell): Vaccines, Autoimmunity, and the Changing Nature of Childhood Illness. Chelsea Green Publishing, 2018, LCCN 2018-011990 (englisch).
- Sally Fallon Morell: Campagne œuvrant en faveur de la réhabilitation du vrai lait: entier, nourri au pâturage, non transformé. Weston A. Price Foundation, 2018, Weston (französisch, nourishingtraditions.com [PDF] englisch: A Campaign for Real Milk.).
- Thomas Cowan, Sally Fallon Morell: The Contagion Myth: Why Viruses (including „Coronavirus“) Are Not the Cause of Disease. In: Le Mythe de la contagion: Pourquoi les virus — y compris le „coronavirus“ —  ne constituent pas la cause première des maladies. Skyhorse Publishing, New York City 2020, ISBN 1-60358-619-9 (englisch)., OCLC 1199980267[11]